# František Svoboda
František Svoboda (Viena, 5 de agosto de 1906 - 6 de julho de 1948) foi um futebolista tcheco.
Svoboda jogou na maior parte de sua carreira no clube Slavia Praga e em 1935 tornou-se o maior artilheiro da Tchecoslováquia na Primeira Liga.
Ele jogou 43 partidas pela seleção da tchecoslovaca, marcando 22 gols, e foi um dos participantes na Copa do Mundo de 1934, onde jogou em três partidas e marcou um gol no jogo contra a Suíça, em 31 de maio de 1934.